# چارلز ف. اسکات (مهندس)
چارلز فلتون اسکات (سپتامبر ۱۹، ۱۸۶۴ در اتنز، اوهایو – دسامبر ۱۷، ۱۹۴۴) یک مهندس برق بود، استاد تمام دانشگاه ییل بود و شهرتش به خاطر اتصال اسکات است.
او در سال ۱۸۸۵ از دانشگاه ایالتی اوهایو فارغ‌التحصیل شد و تحصیلات تکمیلی خود را در دانشگاه جان هاپکینز انجام داد.